# Paweł Niedźwiecki
Paweł Niedźwiecki (Warschau, 12 mei 1974) is een voormalig Poolse wielrenner. Zijn grootste zege was het eindklassement in de Ronde van Japan.

## Overwinningen
1994
Eindklassement Szlakiem Grodów Piastowskich
1995
Memoriał Andrzeja Trochanowskiego
2000
5e etappe Commonwealth Bank Classic
2001
1e etappe Ronde van Japan
Eindklassement Ronde van Japan